# Львівська дослідна станція садівництва
Львівська дослідна станція садівництва Інституту садівництва Української Національної академії аграрних наук — науково-дослідна установа галузі садівництва розташована у селі Неслухів Львівської області, спеціалізується на створенні нових сортів плодових і ягідних культур; удосконаленні технологій вирощування садивного матеріалу, плодів і ягід; розробці технічних засобів по догляду за садами, ягідниками та розсадниками.

## Сфера діяльності
- наукові розробки;
- селекція сортів плодових, ягідних культур;
- продаж саджанців плодових, ягідних культур;
- продаж фруктів.

## Історія
Розвинуте садівництво здавна було однією з особливостей селі Неслухів. Його основи було закладено в селі на маєтку графа Дідушицького. Ще в часи входження Галичини до складу Австро-Угорської імперії, а пізніше — до складу Польщі, тут вирощували саджанці плодових дерев, троянди, які розповсюджувалися в країни Західної Європи.
Великим сподвижником садівництва в селі Неслухів був агроном графа Дідушицького Іван Новосад. Під його керівництвом було започатковано вирощування саджанців плодових дерев та кущів.
29 червня 1959 року в селі Неслухів, на базі колишнього маєтку графів Дідушицьких, згідно з наказом № 133, було засновано Львівську Дослідну Станцію Садівництва УААН. Вона була підпорядкована Інституту Садівництва Української Національної академії аграрних наук. Адміністративний корпус установи розмістився у палаці родини Дідушицьких. Станом на 1959 рік станція розміщувалася на території розміром 107 га.
До 1970-х років господарство станції не було дуже розвиненим, що виражалося в відсутності якісної сільськогосподарської техніки та стабільних високих врожаїв. У 1972 році на станції було створено маточник кущових ягідників. Площа насаджень суниць у маточнику на 1972 рік становила 10 га. У цьому ж році на ньому висаджено 1 млн розсади. З поступовим збільшенням кожного року, пізніше кількість розсади становила близько 10 мільйонів одиниць. До початку вісімдесятих років площа маточника поступово зросла до 20 га.
Вісімдесяті роки стали періодом найбільшого розвитку Львівської дослідної станції садівництва. Станція підтримувала зв'язки з селекціонерами з Англії, Франції, Польщі, скандинавських країн. Сюди часто приїжджали за садивним матеріалом.
На сезонних роботах по збору урожаю щодня працювало від 2 до 2,5 тисячі людей, які прибували з різних населених пунктів. За роботу приїжджі брали натурою — ягодами. В Неслухів на практику часто прибували студенти аграрних навчальних закладів. З 1967 по 1976 рік при науковій установі діяла Львівська однорічна сільськогосподарська школа де навчали за напрямками: спеціаліст садівництва та майстер інтенсивного садівництва.
На Львівській дослідній станції садівництва розроблено технологію механізованого збирання врожаю смородини чорної, технологію механізованого садіння суниць.
Спеціалісти станції майже в два рази скоротили складний шлях селекції і впровадження сортів, розробили методику одержання безвірусного садивного матеріалу, технологію вирощування інтенсивних садів в умовах регіону.
Науковці станції проводили республіканські і всесоюзні наради, на яких розглядали питання, які стосувалися малопоширених культур. Зокрема всесоюзна нарада відбулася тут у 1989 році.
У липні 2011 року Львівську дослідну станцію садівництва та ряд інших наукових установ приєднано до Інституту землеробства і тваринництва західного регіону НААН. Новостворену установу було перейменовано в Інститут сільського господарства Карпатського регіону НААН.
На базі Львівської дослідної станції садівництва створено Лабораторію садівництва Інституту сільського господарства Карпатського регіону НААН.
У 2018 року лабораторія садівництва введена в структуру  Інституту садівництва НААН як Львівський відділ садівництва.

## Керівники дослідної станції
- Бірюк В. (1959);
- Ульянов П. Я. (1959—1960);
- Серебряков В. (1960—1962);
- Калашнік Б. М. (1962—1968);
- Шестопал Сергій Якович (1969—1998);
- Асадулаєв Михайло Мусарзович (1998—1999);
- Бурлака Анатолій Іванович(1999—2007);
- Гриневич Володимир Олександрович(2007—2011);
- Сідлецький Святослав Миколайович(2016—2018);
- Копа Олександр Гаврилович (2018—по т.ч.);

## Відомі науковці, які працювали у ЛДСС
- Копань Володимир Павлович
- Копань Кіра Миколаївна
- Шестопал Сергій Якович
- Шестопал Зінаїда Андріївна

## Сорти плодових культур, створені у ЛДСС
| Груша           |                    |                                            |               |                                                  |
| №               | Назва сорту        | Автор                                      | Рік створення | Рік внесення до державного реєстру сортів рослин |
| 1               | Вродлива           | Копань В. П., Копань К. Н.                 | 1960          |                                                  |
| 2               | Черемшина          | Копань В. П., Копань К. Н.                 | 1960          | 2000                                             |
| 3               | Золотоворітська    | Копань В. П., Копань К. Н.                 | 1961          | 1995                                             |
| 4               | Роксолана          | Копань В. П., Копань К. Н.                 | 1961          | 1995                                             |
| 5               | Смерічка           | Копань В. П., Копань К. Н.                 | 1961          | 1995                                             |
| 6               | Трембіта           | Копань В. П., Копань К. Н.                 | 1961          |                                                  |
| 7               | Вижниця            | Копань В. П., Копань К. Н.                 | 1962          | 1999                                             |
| 8               | Говерла            | Копань В. П., Копань К. Н.                 | 1962          |                                                  |
| 9               | Християнка         | Копань В. П., Копань К. Н.                 | 1962          | 2009                                             |
| 10              | Львівський Сувенір | Копань В. П., Копань К. Н.                 | 1964          | 2009                                             |
| 11              | Стрийська          | Копань В. П., Копань К. Н.                 | 1964          | 1999                                             |
| 12              | Етюд               | Копань В. П., Копань К. Н.                 | 1964          | 1999                                             |
| Суниця          |                    |                                            |               |                                                  |
| №               | Назва сорту        | Автор                                      | Рік створення | Рік внесення до державного реєстру сортів рослин |
| 1               | Львівська рання    | Копань В. П., Копань К. Н.                 | 1963          |                                                  |
| 2               | Стефанія           |                                            |               | 2010                                             |
| 3               | Радослава          |                                            |               | 2010                                             |
| 4               | Мачужинка          |                                            |               |                                                  |
| Смородина чорна |                    |                                            |               |                                                  |
| №               | Назва сорту        | Автор                                      | Рік створення | Рік внесення до державного реєстру сортів рослин |
| 1               | Українка           | Шестопал З. А, Шестопал Г. С.              | 1982          | 2000                                             |
| 2               | Верховина          | Шестопал З. А, Шестопал Г. С.              | 1985          |                                                  |
| 3               | Краса Львова       | Шестопал З. А, Шестопал Г. С.              | 1985          | 2000                                             |
| 4               | Софія              | Шестопал З. А, Шестопал Г. С.              | 1985          | 2001                                             |
| 5               | Надбужанська       | Шестопал З. А, Шестопал Г. С.              | 1986          | 2004                                             |
| 6               | Либідь             | Шестопал З. А, Шестопал Г. С.              |               | 2001                                             |
| 7               | Вербна             | Шестопал З. А, Шестопал Г. С.              |               | 2004                                             |
| 8               | Сержик             | Шестопал З. А, Шестопал Г. С.              |               |                                                  |
| 9               | Роксолана          | Шестопал З. А, Шестопал Г. С.              |               |                                                  |
| 10              | Зоря Галицька      | Шестопал З. А, Шестопал Г. С.              |               |                                                  |
| 11              | Галинка            | Шестопал З. А, Шестопал Г. С.              |               |                                                  |
| Порічка         |                    |                                            |               |                                                  |
| №               | Назва сорту        | Автор                                      | Рік створення | Рік внесення до державного реєстру сортів рослин |
| 1               | Світлиця           | Шестопал З. А, Шестопал Г. С.              | 1983          |                                                  |
| 2               | Святкова           | Шестопал З. А, Шестопал Г. С.              | 1983          | 2000                                             |
| 3               | Чародійка          | Шестопал З. А, Шестопал Г. С.              | 1983          | 2000                                             |
| 4               | Львів′янка         | Шестопал З. А, Шестопал Г. С.              | 1984          |                                                  |
| 5               | Ярославна          | Шестопал З. А, Шестопал Г. С.              | 1984          | 2001                                             |
| 6               | Любава             | Шестопал З. А, Шестопал Г. С.              |               | 2000                                             |
| 7               | Сніжана            | Шестопал З. А, Шестопал Г. С.              |               | 2009                                             |
| 8               | Улюблена           | Шестопал З. А, Шестопал Г. С.              |               |                                                  |
| 9               | Білосніжка         | Шестопал З. А, Шестопал Г. С.              |               |                                                  |
| 10              | Львівська солодка  | Шестопал З. А, Шестопал Г. С.              |               |                                                  |
| Аґрус           |                    |                                            |               |                                                  |
| №               | Назва сорту        | Автор                                      | Рік створення | Рік внесення до державного реєстру сортів рослин |
| 1               | Високий замок      | Копань К. Н., Копань В. П., Шестопал З. А. | 1970          | 1995                                             |
| 2               | Каменяр            | Копань К. Н., Копань В. П., Шестопал З. А. | 1970          | 1994                                             |
| 3               | Карпати            | Копань К. Н., Копань В. П., Шестопал З. А. | 1970          | 1995                                             |
| 4               | Неслухівський      | Копань К. Н., Копань В. П., Шестопал З. А. | 1970          | 1990                                             |
| 5               | Златогор           | Копань К. Н., Копань В. П., Шестопал З. А. |               | 2006                                             |
| 6               | Карат              | Копань К. Н., Копань В. П., Шестопал З. А. |               | 2006                                             |